# Jawa Tongah II
Jawa Tongah II is een bestuurslaag in het regentschap Simalungun van de provincie Noord-Sumatra, Indonesië. Jawa Tongah II telt 1186 inwoners (volkstelling 2010).